# Funció còncava
En matemàtiques, una funció còncava és l'oposada d'una funció convexa.

## Definició
Formalment, una funció real f definida en un interval (o en qualsevol conjunt convex C d'algun espai vectorial s'anomena còncava, si per a dos punts qualssevol x i y en el seu domini C i qualsevol t en [0,1], es té
{\displaystyle f(tx+(1-t)y)\geq tf(x)+(1-t)f(y).}
També f (x) és còncava a [a, b ] si i només si la funció −f (x) és convexa a [a, b ].
Una funció s'anomena estrictament còncava si
{\displaystyle f(tx+(1-t)y)>tf(x)+(1-t)f(y)\,}
per a qualsevol t de (0,1) i x ≠; y.
Aquesta definició només manifesta que per cada z entre x i y, el punt (z, f( z)) del gràfic de f és damunt la recta que uneix els punts (x, f(x)) i (y, f ( y)).

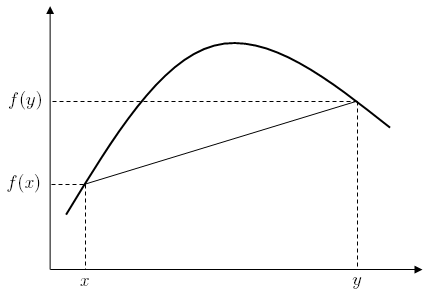

Una funció contínua en C és còncava si i només si
{\displaystyle f\left({\frac {x+y}{2}}\right)\geq {\frac {f(x)+f(y)}{2}}}
per a qualsevol x i y de C.
Una funció diferenciable f és còncava en un interval si la seva funció derivada f ′ és monòtona decreixent en aquell interval: una funció còncava té un pendent que disminueix. ("Decreixent" aquí vol dir "no-creixent", en comptes de "estrictament decreixent" i, per tant, admet pendents nul·les.)

## Propietats
Per a una funció dues vegades diferenciable f, si la derivada segona, f ′′(x), és positiva (o, si l'acceleració és positiva), llavors el gràfic és convex; si f′′(x) és negativa, llavors el gràfic és còncau. Els Punts on canvia la concavitat són punts d'inflexió.
Si una funció convexa té un "fons", qualsevol punt en el fons és un mínim. Si una funció convexa té un "àpex", qualsevol punt a l'àpex és un màxim.
Si f (x) és dues vegades diferenciable, llavors f (x) és còncava si i només si f ′′(x) és no positiva. Si la seva derivada segona és negativa llavors és estrictament còncava, però el contrari no és cert, com es veu en f (x) = - x 4.
Una funció s'anomena quasicòncava si i només si hi ha un {\displaystyle x_{0}} tal que per a tot {\displaystyle x<x_{0}}, {\displaystyle f(x)} és no-decreixent mentre que per a tot {\displaystyle x>x_{0}} és no-creixent. {\displaystyle x_{0}} també pot ser {\displaystyle \pm \infty }, fent que la funció no-decreixi (no creixi) per tot {\displaystyle x}. També, una funció f s'anomena quasiconvexa si i només si −f és quasicòncava.

## Exemples
- Les funcions {\displaystyle f(x)=-x^{2}} i {\displaystyle f(x)={\sqrt {x}}} són còncaves, donat que la seva derivada segona és sempre negativa.
- Qualsevol funció lineal {\displaystyle f(x)=ax+b} és tant còncava com convexa.
- La funció {\displaystyle f(x)=\sin(x)} és còncava a qualsevol interval de la forma {\displaystyle [2\pi n,2\pi n+\pi ],\,} on {\displaystyle n} és un enter.
- La funció {\displaystyle \log |B|}, on {\displaystyle |B|} és el determinant de la matriu B, és còncava.[2]